# Atheroomcyste

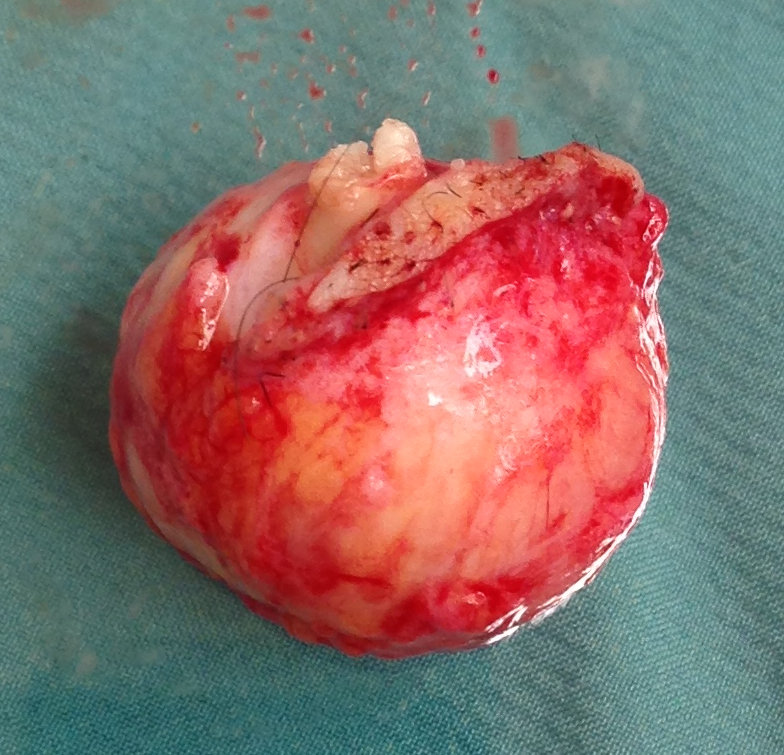
Een uitgesneden atheroomcyste

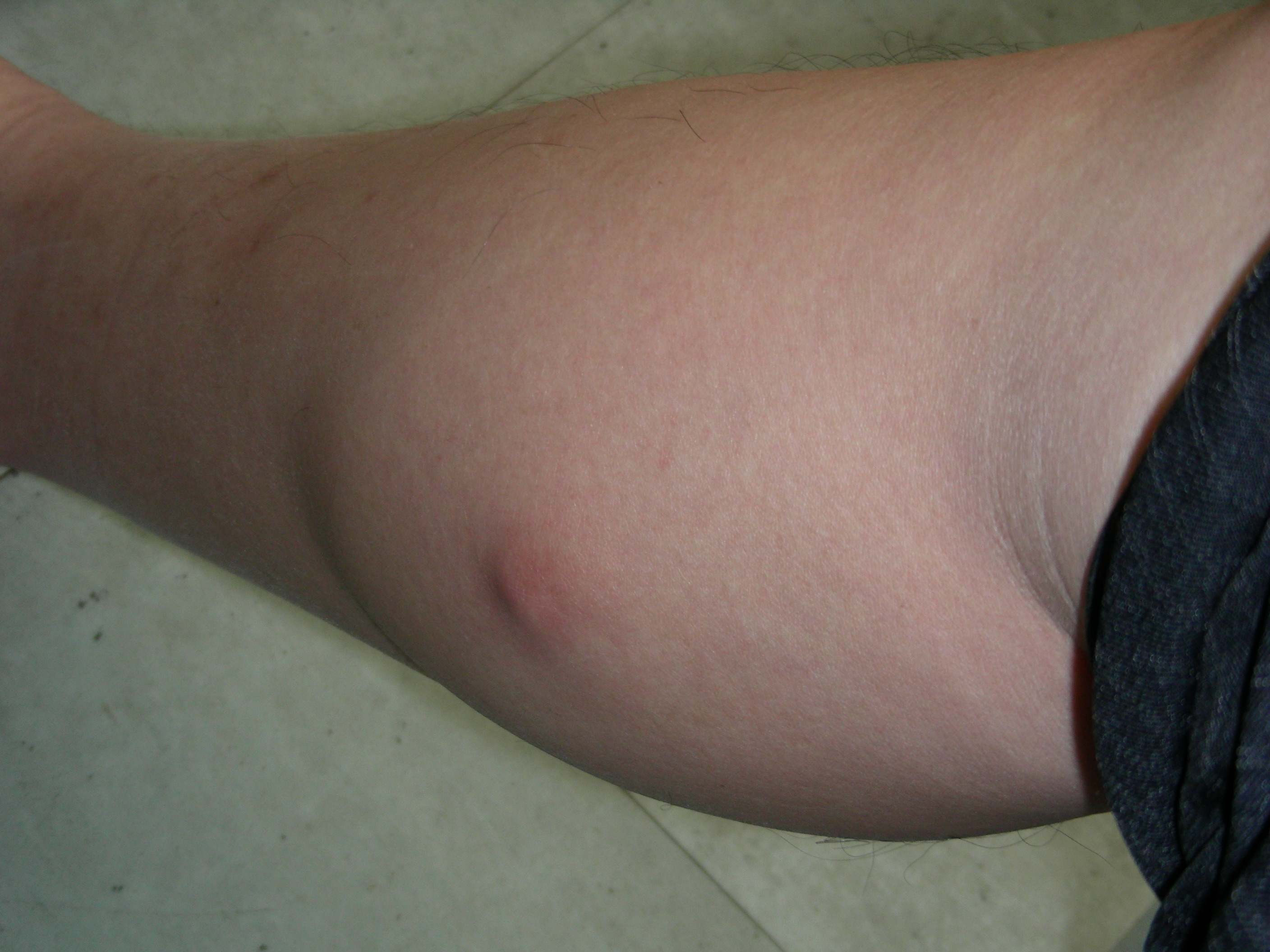
Atheroomcyste op de kuit

Een atheroomcyste of talgkliercyste is een holte in de huid, waarin verweekte hoornschilfers zijn opgehoopt.

## Ontstaanswijze
Een atheroomcyste ontstaat als de normale uitgang en afvoergang van de haarfollikel en de bijbehorende talgklier afgesloten raakt. Na een aantal maanden tot jaren ontstaan er zo soms fikse bobbels die gemakkelijk te herkennen zijn aan hun ronde tot ovale gelijkmatige vorm, het feit dat ze niet aan de onderlaag vast zitten maar soms wel in de huid zitten, en doordat er meestal ook een kleine verstopte porus midden op de zwelling te bespeuren is. 

## Klinische relevantie en verloop
De atheroomcyste is dus geheel onschadelijk maar soms wel ontsierend en kan vanzelf weggaan, maar komt dan later wel terug. En doordat er altijd ook een open verbinding naar de huid is, al is die meestal heel klein, is infectie toch een mogelijkheid die steeds op de loer ligt. Dan wordt de zwelling opeens een stuk groter, en rood en pijnlijk; er kan een abces ontstaan waarin zich naast de dikke witte atheroombrij ook dunne en meestal erg vies ruikende pus bevindt. 

## Behandeling
In het acute stadium is de eenvoudigste remedie de cyste door een snede ruim open te leggen en de inhoud te verwijderen. Na genezing van de incisie is de cyste dan weg, maar doordat de wand niet is verwijderd zal hij meestal terugkomen. De definitieve behandeling is daarom de atheroomcyste op een moment dat hij niet ontstoken is, weg te halen. Dit is een kleine ingreep onder plaatselijke verdoving bij de huisarts, dermatoloog of chirurg. Meestal lukt het dan de cyste met de omhullende wand in zijn geheel te verwijderen waarna de cyste ook niet meer zal terugkomen.